# 1364
1364 (MCCCLXIV) a fost un an bisect al calendarului iulian, care a început într-o zi de miercuri.

## Evenimente
- 29 septembrie: Războiul de 100 de Ani. Bătălia de la Auray (Franța). Marchează sfîrșitul războiului de succesiune pentru Bretania, prin victoria englezilor asupra francezilor și bretonilor; Carol de Blois cade în luptă.
- 6 noiembrie: Vladislav I (Vlaicu Vodă) urcă pe tronul Țării Românești (1364-1377).
- 1364-1378: Primele construcții de lemn la mănăstirea Tismana, sub domnia lui Vladislav I (Vlaicu Vodă).

## Nașteri
- dată necunoscută: Ștefan I  (d. 1399)

## Decese
- 8 aprilie: Ioan al II-lea al Franței (n. 1319)